# Élections législatives françaises de 1978
Les élections législatives de 1978 ont eu lieu les 12 et 19 mars 1978 pour pourvoir les mandats de la VIe législature de la Cinquième République.
Au lendemain de l'élection présidentielle de 1974, Valéry Giscard d'Estaing ne juge pas nécessaire de dissoudre l'Assemblée nationale. Il ne souhaite pas courir le risque d'une victoire de la gauche, d'autant plus qu'il ne l'a emportée que de 400 000 voix face à François Mitterrand. La Ve législature est donc menée à son terme.
Le scrutin a lieu dans un climat économique et politique détérioré. La majorité sortante est en difficulté : la France est entrée en stagflation (fort taux d'inflation, croissance molle), avec une hausse régulière et ininterrompue du chômage pour corollaire. Sur le plan politique, la majorité apparaît déchirée depuis la démission de Jacques Chirac de son poste de Premier ministre. Le parti gaulliste multiplie ses attaques contre le gouvernement de Raymond Barre.
Ce contexte et la dynamique créée par la signature du programme commun en 1972 à gauche favorisent celle-ci qui multiplie les victoires. Le Parti socialiste en est le principal bénéficiaire : il progresse aux élections cantonales de 1976 et aux élections municipales de 1977. Cette situation, défavorable au Parti communiste français, conduit celui-ci à réclamer une réactualisation du programme commun. Les discussions sont âpres et aboutissent à une rupture entre les partenaires (septembre 1977). C'est donc désunis que les partis de gauche abordent ce scrutin.

## Le régime électoral
La loi n° 76-665 du 19 juillet 1976 a modifié les conditions dans lesquelles les candidats pourraient se maintenir au deuxième tour, en portant de 10 % à 12,5 % la part minimum requise (par rapport au nombre des électeurs inscrits).

## Contexte et enjeux

### Bipolarisation
Ces élections sont placées sous le signe d'une bipolarisation accrue de la vie politique. En 1973, les électeurs avaient le choix entre trois blocs : la gauche unie (PCF-PS-MRG), la majorité sortante (UDR-RI) élargie à une partie des centristes (le Centre démocratie et progrès de Jacques Duhamel) et le Mouvement réformateur (regroupant principalement le Parti radical et le centrisme d’opposition autour du Centre démocrate).
En 1978, le choix des électeurs se résume à une alternative simple : la droite (alliance RPR-UDF) et la gauche (autour des trois anciens partenaires du programme commun). Cette bipolarisation accrue trouve son explication d’abord dans le rassemblement des familles de la droite non-gaulliste au sein de l’Union pour la démocratie française (UDF) en février 1978, ancrant ainsi ces familles définitivement dans une majorité solidaire de l’héritage pompidolien. Cette bipolarisation se justifie d’autre part et surtout par la signature du programme commun (1972) dans la mesure où celui-ci va alimenter à partir de 1972 une polémique virulente avec la droite qui en dénonce la logique collectiviste, stalinienne et rétrograde, clivant ainsi fortement la vie politique française.

### Cohabitation
Les succès des partis de gauche aux élections cantonales de mars 1976 et aux élections municipales de mars 1977 permettent aux anciens signataires du programme commun, malgré les divisions récentes, d'envisager raisonnablement une victoire sur la majorité sortante.
Ainsi se pose la question d’une cohabitation possible entre le président de la République élu en 1974 et une Assemblée nationale dans laquelle la gauche serait devenue majoritaire. Dès le moment où la gauche s’est présentée unie aux élections législatives sur la base d’un accord commun de gouvernement, la question d’une possible cohabitation s’est posée. Le président de la République, Georges Pompidou avait refusé d’indiquer son attitude en cas de la victoire de la gauche aux élections législatives de mars 1973. Cette question se pose à nouveau à l’approche du scrutin de mars 1978. La gauche indique qu’elle ne souhaite pas demander la démission du président de la République en cas de victoire : elle s’inscrit dans la perspective d’une cohabitation avec Valéry Giscard d’Estaing. François Mitterrand déclare : « nous cohabiterons dans le même pays, désireux de préserver le tissu national commun, mais il y aura deux politiques pour la France : la sienne et la nôtre, et elles ne pourront être confondues ». En définissant la cohabitation comme la mise en œuvre d’une politique opposée aux orientations du président de la République, François Mitterrand s’approche de la signification que le mot va revêtir à partir de 1986. La plupart des commentateurs ne parlent pas encore de cohabitation mais de dyarchie ou de contradiction des majorités.

### Rapports de force au sein des coalitions
En réalité, l’enjeu va au-delà d’un choix entre deux coalitions. Les élections vont permettre de déterminer le rapport de force entre les partis qui composent chaque coalition.
La rupture du programme commun en septembre 1977 accélère la rivalité entre le PCF et le PS pour assurer la prédominance à gauche. En effet, la victoire du Parti socialiste aux élections municipales et cantonales de mars 1977 a créé une ambiance délétère entre socialistes et communistes et a conduit à l’échec de la réactualisation du programme commun. Dès lors, chacun se renvoie la responsabilité de la rupture. Cette situation ne peut qu’ébranler l’électorat de gauche car « le programme commun aura été, pendant six ans, à la fois la carte d’identité de la gauche, un engagement passé avec le peuple, un slogan et une promesse de changement démocratique. »
À droite, la création de l’Union pour la démocratie française (UDF) regroupant les partis de la droite non gaulliste pour soutenir l’action du président de la République en février 1978 engendre de vives tensions avec le RPR de Jacques Chirac. En effet, cette nouvelle situation remet en question les accords électoraux conclus en 1977 entre le RPR et d’une part le PR et d’autre part le CDS : le RPR présente alors des candidats dans des circonscriptions où il avait auparavant accepté de soutenir celles du PR ou du CDS.
Jean Lecanuet résume l'esprit qui a présidé à la création de l'UDF : « les élections législatives de 1978 approchent. Nous [les futurs composantes de l'UDF] sommes alors en plein effort de rééquilibrage de la majorité face au RPR. […] Un jour que je recevais au CDS, des amis viennent me dire : « Vous avez vu comment on nous appelle, les non RPR, les non-gaullistes, nous n'avons pas de nom ! » Je suis moi aussi choqué de cette appellation négative. Nous étions loin de faire reposer la majorité qui soutenait le gouvernement sur deux piliers à peu près égaux, et nous étions de plus les non nommés, les sans nom, les sans famille. »

## Campagne électorale
La compétition n'avait jamais cessé depuis l'élection présidentielle de 1974 en raison de la succession des élections locales, cantonales, puis municipales. Plus concrètement, la campagne débute réellement dès les lendemains des élections municipales de mars 1977.

### Implication personnelle de Valéry Giscard d'Estaing
Dès le 27 janvier 1978 lorsque le président de la République pose la question d'une possible cohabitation et du rôle du président de la République en ce cas. Valéry Giscard d'Estaing expose son point de vue lors de son discours dit du « bon choix », à Verdun-sur-le-Doubs : 

« Vous pouvez choisir l'application du programme commun. C'est votre droit. Mais si vous le choisissez, il sera appliqué. Ne croyez pas que le président de la République ait, dans la Constitution, les moyens de s'y opposer »

— Valéry Giscard d'Estaing, Discours de Verdun-sur-le-Doubs

Cette déclaration illustre la volonté de décrispation de la vie politique dont Valéry Giscard d’Estaing a fait le cœur son action politique. Elle révèle également une lecture parlementariste de la constitution de 1958, ce dont le constitutionnaliste Georges Vedel convenait : 

« À partir du moment où le chef de l'État n'est plus le maître du gouvernement et le chef de la majorité, plus question de lire la Constitution, selon la pratique de la Cinquième République, comme si tous les pouvoirs attribués au Gouvernement par les textes étaient en réalité à la disposition du président de la République. Mais pas question davantage de la lire, selon la version de Jules Grévy ou d'Armand Fallières, comme si tous les pouvoirs du président de la République étaient en réalité exercés par le Gouvernement. C'est d'une autre lecture qu'il s'agit : là où la Constitution confère une attribution au Gouvernement, il faut lire le Premier ministre ou le Gouvernement ; là où elle confère une attribution au président de la République, il faut lire le président de la République. Chacun chez soi... »

— Georges Vedel
Le risque d'une victoire de la gauche conduit la droite à mener une campagne particulièrement active. Valéry Giscard d'Estaing reprend sa thématique de l'élection présidentielle de 1974 en insistant sur les risques encourus par la France en cas de victoire de la gauche. Dans son discours à Verdun-sur-le-Doubs, il s'applique à démontrer que « l'application en France d'un programme d'inspiration collectiviste plongerait la France dans le désordre économique. » Il fustige ainsi selon lui « la démagogie, qui veut vous faire croire que tout est possible tout de suite. » Cette dramatisation du scrutin trouve son point d'orgue avec l'intervention télévisée du président de la République, le 11 mars, veille du scrutin, depuis la mairie de Chanonat. Il rappelle une nouvelle fois le « désastre » économique que représenterait l'application du programme commun. Le président de la République sort-il pour autant de son rôle d'arbitre par ces deux interventions ? Valéry Giscard d'Estaing donne la justification suivante : « J'agis en tant que chef de l'État et selon ma conscience, et ma conscience me dit ceci : le président de la République n'est pas un partisan, il n'est pas un chef de parti. Mais il ne peut pas rester non plus indifférent au sort de la France. Il est à la fois arbitre et responsable. Sa circonscription, c'est la France. Son rôle, c'est la défense des intérêts supérieurs de la nation. »
Cette implication directe du président de la République conduit à de vives critiques de la part de l'opposition, estimant que le chef de l'État est au-dessus des partis, étant président de tous les Français, et qu'à ce titre, il ne peut se conduire en chef de parti, en chef de la majorité parlementaire. François Mitterrand déclare à ce propos : « On ne peut pas jouer les deux rôles à la fois, […] l'arbitre sur le terrain et le capitaine d'une équipe […]. Si Monsieur Giscard d'Estaing entend - très bien, qu'il le fasse ! - être le capitaine d'une équipe, le capitaine de l'équipe apparemment mal placée, peut-être battue, celle de la droite et des partis conservateurs, alors il ne peut pas réclamer devant les Français le statut de l'arbitre qui parle au nom de tous ».
Le rôle joué par l'Élysée n'est néanmoins pas nouveau. Ainsi, le 9 mars 1973, à la veille du second tour des élections législatives, après la clôture de la campagne officielle, Georges Pompidou, intervenait à la télévision de manière à guider le choix des électeurs.

#### Constitution de l'UDF
L'action directe du président de la République se manifeste enfin par la constitution d'une nouvelle formation politique : l'Union pour la démocratie française (UDF). Le projet initial est de regrouper sous un même sigle électoral des candidats issus de différents partis politiques ayant en commun une forte proximité avec le président de la République. Ce regroupement est d'abord un cartel électoral - répondant ainsi à une gestion commune d'une échéance électorale spécifique - engagée par trois formations politiques : 
- Le Parti républicain (créé en 1977 pour remplacer la Fédération nationale des républicains indépendants dont est issu Valéry Giscard-d'Estaing) ;
- Le Centre des démocrates sociaux ;
- Le Parti radical (dit valoisien).

Valéry Giscard d'Estaing ne dispose pas à l'Assemblée nationale de parti à vocation majoritaire pour soutenir sa politique. Et cela d'autant moins qu'il doit faire face à l'opposition grandissante des gaullistes depuis la démission de Jacques Chirac du poste de premier ministre en août 1976. Un franc succès de l'UDF face au RPR offrirait au gouvernement Barre une plus grande latitude pour gouverner. 405 candidats se réclament de l'UDF, à l'exclusion de leur propre étiquette, initiative déplorée par le RPR[réf. nécessaire].
La création de l'UDF est également une réponse à la montée de la gauche et au risque de victoire. « Nous tentons également d'attirer dans cette même majorité des citoyens qui se sentent quelque peu attirés par une gauche qui serait douce. » Les premières réunions ont lieu en avril 1977. Une série de réunions se tient à l'hôtel de Clermont, rue de Varenne, en présence de représentants de l'Élysée, de Matignon et du ministère de l'Intérieur, avant d'être transférées dans le pavillon à Musique, au fond du parc de l'hôtel Matignon. Le parti, dont le nom s'inspire de l'ouvrage du président de la République, Démocratie française (paru en 1976), est officiellement constitué le 1er février 1978 et Jean Lecanuet en devient le premier président.

### Divisions de la majorité sortante
Sur la question de la cohabitation, seul le président du Rassemblement pour la République (RPR), Jacques Chirac, ne partage pas l'interprétation donnée par le président de la République et François Mitterrand. Il estime que le mandat du président de la République serait compromis en cas de victoire de l'opposition et qu'il devrait démissionner. Ainsi, il se singularise - y compris au sein du RPR - puisque, par exemple, Michel Debré soutient l'avis contraire. Lors de sa campagne officielle, le RPR choisit la solution du référendum en cas de cohabitation, solution gaulliste de l'appel au peuple : 

« Le président de la République agira selon la manière qui paraîtra le plus digne et il appliquera la constitution, et cette constitution lui donne tous les moyens de faire intervenir le peuple pour trancher un hypothétique conflit »

— François Morice, universitaire à Nanterre et porte-parole du RPR

Jacques Chirac et le RPR mènent une campagne vigoureuse. Le RPR développe une rhétorique de la peur en agitant la menace que représenterait l'arrivée de la gauche au pouvoir. Il estime les institutions menacées en cas de retour de ce qu'il considère être les vieux partis de la Quatrième République que seraient le Parti socialiste et le Parti communiste français. Le parti évoque même une menace pour les libertés : 

« On peut se poser des questions sur ce qu'il adviendra de la liberté individuelle »

— Patrick Devedjian
Si on considère souvent que le tournant libéral du RPR commence à s'opérer lors de la campagne présidentielle de Jacques Chirac en 1981, il est possible néanmoins d'en déceler certains signes à l'occasion de cette campagne législative. Ainsi, Patrick Devedjian explique que « la liberté d'entreprendre et l'initiative individuelle doivent être réhabilitées. Il n'est plus possible de laisser à notre administration le soin de développer une réglementation fantastique qui, tous les matins par cinquante pages, se déverse au profit ou pour le malheur de notre économie […]. La technocratie, c'est comme cela qu'on peut l'appeler. » Le parti gaulliste réclame ainsi l'abrogation de l'ordonnance de 1945 sur les prix considérée comme un carcan.
En somme, les gaullistes entendent incarner la défense des institutions, des libertés et la loi (en matière de sécurité notamment). Le parti de Jacques Chirac prend le risque d'apparaître comme autoritaire.
Le Premier ministre Raymond Barre mène la campagne pour la majorité, secondé par Jean Lecanuet, président de l'Union pour la démocratie française.

### Opposition de gauche (PS/MRG, PCF)
Le Parti communiste français mène campagne contre le gouvernement Raymond Barre dont il condamne la politique. Par ailleurs, il critique vivement le Parti socialiste, qu'il accuse d'abandonner le Programme commun. Georges Marchais appelle à la signature d'un nouveau programme commun, sur la base de ses seules propositions. Il réclame une politique sociale et économique vigoureuse : le SMIC à 2 400 francs, des droits nouveaux pour les salariés, des nationalisations immédiates. La CGT apporte son soutien à la position communiste. Le 28 février, le bureau exécutif du syndicat rappelle que « la base de l'union existe : c'est le programme commun de 1972 […]. Les travailleurs ont tout fait pour qu'il soit signé […]. Ils doivent tout faire pour qu'il soit actualisé en tenant compte de l'aggravation de la crise ». Le 1er mars, le bureau confédéral confirme sa critique du programme social du Parti socialiste et affirme la « nécessité d'un programme clair, sans équivoque dans ses engagements sociaux. »
Les recompositions advenues à gauche entre 1973 et 1977 au profit du Parti socialiste ont conforté le PCF dans une relecture de la stratégie qu’il avait initiée, devenue à ses yeux « référence négative », à l’origine de son affaiblissement. Les progrès socialistes ont avivé les inquiétudes de la direction communiste. Les succès électoraux du Parti socialiste lors des élections présidentielles de 1974, cantonales de 1976 et municipales de 1977 soulignent le risque que le PCF ne devienne une force seconde à gauche. Ce qui pose la question du renoncement à une stratégie unitaire, attendue par l’électorat, et de l'affaiblissement du PS. Ce dilemme a nourri les préoccupations des dirigeants communistes et a fini par devenir un piège mortel. Le 21e congrès extraordinaire du PCF, tenu en décembre 1974, a inauguré une critique du PS qui ne s’est pas démentie dans les années suivantes, avant de connaître un dénouement dans la crise de l’automne 1977. Ce conflit majeur se compliqua de vives controverses au sein même du PS.
François Mitterrand mène la campagne pour le Parti socialiste en tant que premier secrétaire. Il se montre suffisamment habile pour ne pas répondre directement aux attaques du Parti communiste français. Au terme de la campagne du 1er tour, le leader socialiste se félicite que son parti ait « su refuser la démagogie et la surenchère ». L'axe essentiel de la campagne du parti est de montrer qu'il incarne le changement face à la majorité parlementaire et une alternative crédible. « Nous sommes le changement, nous sommes le mouvement ». Le cœur du projet socialiste est une application rapide, dès l'été, de l'essentiel du programme commun : la hausse des salaires, la retraite à 55 ans, un plan de lutte contre le chômage, un plan pour les logements sociaux, l'indexation de l'épargne taxation. Dans le même temps, le PS prend soin de rassurer l'électorat, notamment sa frange la plus modérée. En effet, les socialistes sont pour l'heure pris dans une contradiction : ils ont besoin d'une alliance avec le Parti communiste français, du concours des suffrages communistes, pour l'emporter ; mais en même temps, ils cherchent à s'en démarquer en raison de l'image négative qu'il draine dans l'opinion, d'autant plus que celui-ci multiplie les surenchères au cours de cette campagne. Cette attitude des communistes peuvent sembler légitimer les attaques du RPR sur le thème des libertés. François Mitterrand exprime ainsi la position de son parti : « nous sommes aussi la permanence […]. L'héritage démocratique reçu de 1789, les libertés publiques […] sera maintenu, agrandi, élargi. C'est la garantie que sera maintenu le tissu national qui fait que nous sommes tous des Français dans la même patrie. »

### Formations marginales
On notera enfin la présence de nombreux petits partis se situant en dehors de ceux deux blocs présentent des candidats :  
- Les gaullistes de gauche sont représentés par deux formations :
  - Le Mouvement des démocrates (MDD), animé par Michel Jobert et Henri Fouquereau et destiné à « combattre la politique giscardienne et la dérive du mouvement gaulliste ». Il présente une centaine de candidats.
  - La Fédération des républicains de progrès (FRP), fondée par Jean Charbonnel en 1976.
- L'extrême gauche, bien que dispersée entre les candidats de Lutte ouvrière (LO) et de la Ligue communiste révolutionnaire (LCR), est présente dans toutes les circonscriptions. Le PSU fait le choix de ne pas apparaître en tant que tel à ces élections, mais de se fondre aux côtés de diverses personnalités et représentants de courants écologistes, féministes, régionalistes dans un « Front autogestionnaire ». La LCR, dont les candidats à ces élections se présentent avec l'Organisation communiste des travailleurs (OCT) et les Comités communistes pour l'autogestion (CCA, pabliste) sous l’étiquette commune « Pour le socialisme, le pouvoir aux travailleurs », axe sa campagne sur le thème de l’« Unité ouvrière ». Un appel sur ce thème est lancé le 5 mars, par le comité central de la LCR : « vous pouvez désavouer la politique de division du Parti socialiste et du Parti communiste ».
- L'extrême droite présente des candidats sous l’étiquette Front national (FN) ou Parti des forces nouvelles (PFN), deux formations rivales ; elle est visible dans une centaine de circonscriptions. Le FN renvoie dos-à-dos la gauche et la droite. Il articule son discours autour de la lutte contre l'immigration, l'insécurité. À cela s'ajoute un thème hérité du poujadisme : un État réduit à ses fonctions régaliennes. Ainsi, Jean-Marie Le Pen explique que le FN « refuse à la fois les solutions socialo-communistes du marxisme et refuse à la fois la continuation de la politique menée jusqu'alors par la majorité. Le Front national désire faire porter son effort sur quatre points qu'il estime fondamentaux : réduire le fléau économique et social du chômage par la réduction massive de l'immigration étrangère […], mais aussi une lutte contre l'insécurité publique […]. Nous demandons de la même manière que soit engagée une lutte sans pitié contre l'inflation, moyen d'escroquerie des citoyens par l'État bureaucratique. Nous demandons que soient réduites les dépenses de cet État et le nombre pléthorique des fonctionnaires dont il s'entoure […][18]. »
- L'écologie politique apparaît pour la première fois dans un scrutin avec près de 250 candidats, sous l'étiquette Ecologie 78. La candidature de René Dumont à l'élection présidentielle de 1974 a permis de populariser les thèmes de l'écologie politique. L'écologie entre ainsi dans le débat public[19]. Aucun candidat écologiste n'est toutefois présent au second tour[19].
- On notera la présence symbolique des royalistes de la Nouvelle Action française de Bertrand Renouvin, puisque le mouvement présente huit candidats[20].

Ces mouvements restent très marginaux et ne recueillent qu’un faible écho dans l’opinion.

### Slogans de campagne
- Barre : « Barre confiance » – équipe pub : Jacques Bille (SID) et Michel Bongrand.
- Soisson : « La majorité aura la majorité » – équipe pub : Jacques Séguéla et Philippe Maraninchi.
- Mitterrand : « la victoire en votant » – JP Audou.
- Chirac : « oui à la France qui gagne, oui à la France qui invente » – équipe pub : Bernard Brochand, DG Eurocom et Jean-Michel Goudard (co président de RSC&G).

### Sociologie des candidats
Le nombre de candidats est nettement supérieur au scrutin de 1973, on en dénombre 4 268 contre 3 121 cinq ans plus tôt. Cela est surtout le signe de la multiplication des candidatures des petites formations politiques puisque l'on dénombre que 1812 candidats issus des partis des deux grandes coalitions, soit un peu moins de la moitié du total.
Concernant les candidats des partis des coalitions, on observe un renouvellement important : 61,6 % d'entre eux ne s'étaient pas présentés en 1973 dans la circonscription où ils sont candidats. L'effort de renouvellement au Parti communiste français reste cependant moindre (54,5 %). Cette volonté de renouveau dépend de deux paramètres.
Le premier est la confiance accordée aux battus de 1973 par les partis. À gauche le vae victis est beaucoup moins prononcé qu'à droite. Le PC et surtout le PS ont souvent renouvelé leur confiance aux battus des élections précédentes mais avec des motivations différentes En 1973, les socialistes avaient investi à long terme en désignant des candidats jeunes dans les fiefs majoritaires Ce sont ces candidats que l'on retrouve en 1978. Pour sa part, le PCF se borne, dans un certain nombre de circonscriptions où ses chances sont irrémédiablement nulles, à pratiquer une politique destinée surtout gonfler le pourcentage national des suffrages qu'il recueille. Dans ces circonscriptions, le PCF présente des candidats dont l’implantation locale, donc la notoriété, peut aller en accroissant d’élection en élection. Néanmoins, la part importante de permanents du parti présentés par le PC limite le taux de renouvellement de ses candidats.
Le second paramètre est la volonté de rajeunir les élus que certains partis ont manifestée spectaculairement en 1978 en éliminant quelques grandes figures de la compétition. La gauche a été la plus timide en la matière. C'est surtout le cas du PCF dont 78 des sortants se représentent dans la même circonscription, en dépit de la publicité faite autour de la non-candidature de quelques figures comme Virgile Barel ou Étienne Fajon. Le PS et le MRG ont aussi opté pour la stabilité 75,7 % de leurs sortants briguent un nouveau mandat. En revanche, les proportions sont moins importantes à droite (74 % pour le PR, 61,8 % pour les centristes, 69 % pour le RPR). Les états-majors de la majorité expriment là leur volonté de changement, même s'il est vrai qu'un certain nombre de sortants ont préféré briguer un siège plus stable au Sénat lors du dernier renouvellement ou tout simplement opter pour une autre circonscription.
Le caractère masculin de la politique française se retrouve dans ce scrutin, au niveau des candidats. Les partis n'ont accordé aux femmes que la portion congrue. Il n'y a que 122 femmes candidates pour les grandes formations. La moitié est présentée par le Parti communiste français. Entre la proportion d'adhérentes que revendiquent le RPR (49 %) et le PCF (30 %) et le PS (20 %), et celles de leurs candidates, le fossé est grand. On peut toutefois remarquer que la misogynie ambiante est moins prononcée dans les formations marginales qui présentent 557 femmes. Parmi les 122 candidates, 88,5 % se présentent pour la première fois dans leur circonscription ce qui laisse penser que le renouvellement observé précédemment a au moins en partie profité aux femmes. Au total, on compte 15,9 % de candidates, alors que l'on n'en relevait que 6,9 % en 1973. En somme, le début de sensibilisation aux thèmes féministes est très relatif, d'autant plus que les femmes sont rarement présentées dans des circonscriptions où elles ont des chances de l'emporter.
Si l'on observe l'appartenance socio-professionnelle des candidats, la part des hauts fonctionnaires est plus élevée dans les partis de la majorité, ce qui traduit la stratégie de certains membres de l'élite administrative qui font de leur candidature politique une étape de leur carrière. C'est aussi un moyen pour ces partis de conforter leur image de parti de gouvernement. Si l'on s'attache cette fois à observer la part occupée par les enseignants, on remarque une sur-représentation au PCF (27,5 %) et surtout au PS (39,8 %) tandis que les professions libérales forment le principal bataillon des candidats du RPR (21,8 %), du PR (28,8 %), du CDS (27,2 %) et du MRG (29,3 %) et les cadres supérieures, le second vivier. Ainsi, le RPR, l'UDF et le MRG sont marqués par une forte homogénéité socio-professionnelle. Enfin, le PCF représente un cas particulier, l'impératif ouvrier expliquant la présence de 33 % candidats issus de cette catégorie socio-professionnelle, alors qu'elle n'est presque pas représentée dans les autres grandes formations politiques.

### Sondages
Concernant la possibilité d'une cohabitation, l'opinion publique considère que la responsabilité de la politique menée relèverait du gouvernement et non du président de la République. À la question « Si la Gauche l'emporte et que M. V. Giscard d'Estaing reste à l'Élysée, dans chacun des domaines suivants, à votre avis, qui devrait prendre la décision ? », les sondés estiment que le gouvernement devrait prendre les décisions en matière de politique économique (64 %) et de politique sociale (68 %). Cependant, c'est dans le domaine des affaires extérieures que l'on évoque un partage des responsabilités entre chef de l'État et gouvernement. Ainsi, 45 % des Français souhaitent que le gouvernement assure la politique étrangère, mais 36 % souhaitent que cela relève de la compétence du président de la République. Les Français ont visiblement assimilé la pratique gaullienne des institutions qui fait de la politique étrangère le « pré carré » du président de la République.
Si l'on observe l'image des principaux leaders, on observe que les Français font confiance aux deux têtes de l'exécutif : 52 % de confiance au premier ministre, 69,2 % au président de la République. Jacques Chirac, leader du RPR, pourtant membre de la majorité parlementaire, semble payer le prix de son image autoritaire : seuls 38,6 % des Français lui font confiance. Bien que la gauche soit bien placée pour l'emporter, les leaders du PS et du PCF semblent à la peine. Ainsi seuls 39,7 % des sondés disent avoir confiance en François Mitterrand, et 26,2 % en Georges Marchais.

## Résultats

### Résultats en métropole
| Parti                 | Parti                                          | En métropole | En métropole | En métropole | En métropole | France entière | France entière |
| Parti                 | Parti                                          | Premier tour | Premier tour | Second tour  | Second tour  | Sièges         |                |
| Parti                 | Parti                                          | Voix         | %            | Voix         | %            | Sièges         |                |
| --------------------- | ---------------------------------------------- | ------------ | ------------ | ------------ | ------------ | -------------- | -------------- |
|                       | Rassemblement pour la République               | 6 350 528    | 22,60        | 6 565 281    | 25,91        | 148            |                |
|                       | Union pour la démocratie française             | 5 834 744    | 20,77        | 5 766 063    | 22,75        | 137            |                |
|                       | Divers droite (dont PSD)                       | 1 064 841    | 3,79         | 455 759      | 1,80         | 6              |                |
|                       | Majorité présidentielle                        | 13 250 113   | 47,16        | 12 787 103   | 50,46        | 291            |                |
|                       |                                                |              |              |              |              |                |                |
|                       | Parti socialiste (et MRG)                      | 7 040 561    | 25,06        | 7 788 076    | 30,73        | 113            |                |
|                       | Parti communiste français                      | 5 818 245    | 20,71        | 4 764 704    | 18,80        | 86             |                |
|                       | Gaullistes d'opposition (dont FRP, UGP et MDD) | 174 536      | 0,62         |              |              | 0              |                |
|                       | Divers gauche                                  | 98 771       | 0,35         | 1            |              |                |                |
|                       | Gauche parlementaire                           | 13 132 113   | 46,74        | 12 552 780   | 49,54        | 200            |                |
|                       |                                                |              |              |              |              |                |                |
|                       | Extrême gauche (LO, LCR et OCI)                | 611 345      | 2,18         |              |              | 0              |                |
|                       | Divers écologiste                              | 597 963      | 2,13         | 0            |              |                |                |
|                       | Front autogestionnaire                         | 289 011      | 1,03         | 0            |              |                |                |
|                       | Extrême droite                                 | 214 026      | 0,76         | 0            |              |                |                |
|                       |                                                |              |              |              |              |                |                |
| Inscrits              | Inscrits                                       | 34 457 706   | 100,00       | 30 623 166   | 100,00       | 491            |                |
| Abstentions           | Abstentions                                    | 5 885 468    | 17,08        | 4 656 348    | 15,21        |                |                |
| Votants               | Votants                                        | 28 572 238   | 82,92        | 25 966 818   | 84,79        |                |                |
| Blancs et nuls        | Blancs et nuls                                 | 477 667      | 1,67         | 626 935      | 2,41         |                |                |
| Exprimés              | Exprimés                                       | 28 094 571   | 98,33        | 25 339 883   | 97,59        |                |                |
| Source : Data.gouv.fr |                                                |              |              |              |              |                |                |

| aucun |

Le taux de participation très élevé ne correspond pas nécessairement à une image très positive de la politique. En effet, le sondage post-électoral réalisé par la Sofres indique que 61,4 % des sondés considèrent que s'occuper de la politique, c'est nécessaire pour se faire entendre. Une forte minorité (38,6 %) pense que « ça ne sert pas à grand-chose »[réf. nécessaire].

#### Analyse des résultats du premier tour
Alain Lancelot analyse la ventilation des suffrages au sein des composantes de l'UDF comme suit :
| Parti | Parti                         | Premier tour | Premier tour |
| Parti | Parti                         | Voix         | %            |
| ----- | ----------------------------- | ------------ | ------------ |
|       | Parti républicain             | 2 968 014    | 10,56        |
|       | Centre des démocrates sociaux | 1 452 025    | 5,17         |
|       | Parti radical                 | 533 405      | 1,90         |
|       | Parti social-démocrate        | 116 235      | 0,41         |
|       | Divers droite (Maj. prés.)    | 186 467      | 0,66         |
|       | CNIP                          | 259 911      | 0,93         |

L'extrême gauche stagne par rapport aux élections législatives de 1973 (-0,04 %), mais il s'agit en réalité d'une perte d'influence dans la mesure où elle a été présente dans beaucoup plus de circonscriptions en 1978. Le PSU connaît en particulier un net repli en totalisant 209 700 voix contre 337 927 en 1973. La LCR recueille 94 257 voix, soit 0,34 % du total des suffrages exprimés tandis que LO totalise 474 401 voix.
Le Parti communiste français connaît également un tassement (-0,67 %) tandis que la gauche non-communiste (PS-MRG) progresse nettement (+3,27 %). Cependant, le gain est inférieur à celui espéré puisque François Mitterrand fondait un succès pour le PS à 7 millions de voix. Or, il se situe en deçà de 6,5 millions de voix. Le score peut être jugé assez décevant. Néanmoins, pour la première fois de l'histoire de la Ve République, la gauche est majoritaire en voix dans le pays : elle obtient 52,24 % des voix.
Du côté de la majorité, le bloc UDF-RPR subit un recul assez important : si l'on se rapporte à l'ensemble formé par le Mouvement réformateur et la majorité sortante (UDR-RI-PDM), le bloc UDF-RPR passe de 50,69 % à 46,42 %.
Enfin, les petites formations progressent de 2,79 % à 4,52 %. Ouvrons à propos une brève parenthèse au sujet du vote écologiste. Les études publiées ont montré que "l'électorat écologiste pourrait être schématiquement défini comme politiquement centriste et culturellement ou moralement extrémiste. Il correspondrait ainsi à l'image de ces couches sociales dont le libéralisme se limite la sphère de la morale, c'est-à-dire de cet univers de valeurs qui ne concerne pas directement les intérêts sociaux." Sur la plupart des questions, l'électorat écologiste se situe à mi-chemin entre la gauche non-communiste et la droite. Les étudiants, les célibataires sont proportionnellement plus nombreux que dans l'électorat de gauche ou de droite. « L'ensemble de ces observations paraît confirmer un des mécanismes qui associe la sympathie pour l’écologisme certains types de situations sociales : parce qu'il se présente comme une idéologie extérieure aux clivages sociaux fondamentaux, l'écologisme exerce une attraction sur ceux qui, faute de posséder certaines identifications, ne sont pas en mesure de se déterminer socialement. »
68 candidats sont élus députés à l'issue de ce premier tour de scrutin, chiffre à peu près équivalent à celui de, 1973 (60). Ce chiffre est en revanche en repli par rapport aux années 1960, période où le parti gaulliste était largement dominant.
Pour le second tour, François Mitterrand appelle à un désistement sans condition en faveur du candidat de gauche arrivé en tête : « Il reste maintenant à répondre à l’espérance de la majorité des Français. Cette espérance tient en un seul mot : « union ». Il convient de rassembler tous les suffrages de la gauche sur celui de ses candidats le mieux placé pour l’emporter […]. »
Un accord est réalisé à la hâte entre les trois anciens partenaires (PS, PCF, MRG) le 14 mars, Georges Marchais acceptant finalement que la question de l'actualisation du programme commun soit repoussé après les législatives en cas de victoire de la gauche. François Mitterrand, lors d'une conférence de presse commune, le 14 mars, explique : « L'objet essentiel, vous l'avez parfaitement deviné, […] est d'assurer la dynamique du mouvement populaire, des militants et des candidats des partis de gauche qui seront présents au deuxième tour le 19 mars. » Georges Marchais parle lui-même de « bon accord. »

#### Analyse des résultats du second tour
|          | Suffrages  | %     |
| Exprimés | 28 366 135 | 100   |
| Gauche   | 13 778 792 | 48,57 |
| Droite   | 14 483 954 | 51,06 |
| Divers   | 103 389    | 0,36  |

La majorité sortante l'emporte et progresse sensiblement, gagnant 1 436 850 voix tandis que la gauche connaît un léger effritement. La victoire de la majorité sortante s'explique par le bon report des voix des candidats éliminés sur celui restant en lice, mais aussi par l'accroissement des suffrages exprimés qui lui a nettement profité. Au contraire, la gauche perd 6 départements dans lesquels elle avait la majorité au 1er tour. La discipline de vote des électeurs de gauche a été bien moindre que celle des électeurs de droite. Ce mauvais report de voix est d'autant plus marqué dans les circonscriptions où un candidat communiste est présent au second tour. L'aversion de l'opinion vis-à-vis du Parti communiste français a joué un rôle notable dans l'échec de la gauche. Une aversion que l'union de la gauche et l'infléchissement des positions du PCF avaient atténuées mais que la rupture de l'union de la gauche en 1977 avait ravivée. Attaqué sur sa gauche par le PCF, le PS a surtout cherché à rassurer son ancien partenaire, notamment par une série de concessions (notamment concernant la hausse du SMIC), éloignant de lui une partie de l'électorat qui l'avait rallié à l'occasion de l'élection présidentielle de 1974. Cette frange marginale de l'électorat, notamment gaulliste, a eu le sentiment que le PS risquait de subir la volonté du PCF plutôt que lui imposer la sienne.
Le scrutin aboutit à l'élection de 18 femmes à l'Assemblée (contre 7 dans la législature précédente). La majorité sont issues du Parti communiste (12), et les autres venant du PS (1), du RPR (2), de l'UDF (1) et 2 classées comme divers droite (Marie-Madeleine Dienesch et Florence d'Harcourt).

## Géographie électorale

### Analyse par parti
| Parti | Parti       | Éléments d'analyse |
| ----- | ----------- | --- |
|       | PCF         | Ses bastions demeurent le Nord, la France méditerranéenne, et la bordure nord et ouest du Massif central. Le Parti communiste français enregistre le meilleur score de son histoire en valeur absolue. Après la victoire de la gauche unie aux élections cantonales de 1976 et municipales de 1977, et une forte progression de l'influence communiste à la faveur du Programme commun, la rupture avec le Parti socialiste en septembre rend responsable le Parti communiste français de la division à gauche. Cependant, même si le PS devance le PCF, il n'en reste pas moins que le nombre de députés communistes augmente, avec 13 nouveaux élus. S'il n'y a pas de sclérose du vote communiste, les transformations de la société et les nouveaux électeurs issus du baby-boom obligent le PCF à adapter son discours et le moderniser. Le Parti communiste français enregistre donc une nouvelle progression tant numérique que territoriale : les Alpes de Haute-Provence, les Ardennes, la Charente, les Côtes-du-Nord, la Loire, l'Oise, la Sarthe, le Vaucluse se dotent d'un député communiste, et l'Allier, la Meurthe-et-Moselle et la Somme envoient à l'Assemblée plusieurs députés communistes gagnés dans de nouvelles circonscriptions. De plus, on assiste à un renouvellement des élus, avec 28 députés communistes qui ne sont pas reconduits, et 37 nouveaux députés qui font leur entrée dans l'hémicycle : c'est le cas de François Asensi, Alain Bocquet, Jacques Brunhes, Charles Fiterman, Jacqueline Fraysse, Maxime Gremetz, André Lajoinie, Antoine Porcu, Pierre Zarka. Par ailleurs, les résultats en pourcentages contrastent ce succès : en effet, dans 46 départements, les résultats obtenus par le PCF ont varié, en hausse ou en baisse, de moins d'un point, par rapport aux élections législatives de 1973. Dans 17 départements seulement, la progression est supérieure à 1 % tandis que dans 26, la baisse est supérieure à 1 %. Si l'on tente une comparaison avec la carte électorale communiste en 1956, on remarque que le recul affecte aussi bien l'étendue de ses bastions traditionnels et le niveau de suffrages obtenus dans les départements où il est le plus fort [à préciser]. |
|       | PS          | La carte électorale du Parti socialiste révèle qu'il est traditionnellement bien implanté dans le Sud-Ouest, mais aussi dans une série de départements qui prend la France en écharpe, du Poitou aux Alpes du Nord, et enfin dans une partie de la Franche-Comté, de la Lorraine, ainsi que de la France du Nord. Pareille distribution n'a que peu de rapports avec celle de la classe ouvrière. En 1978, le PS apparaît plus comme un parti susceptible de recruter dans toutes les catégories de la société. |
|       | UDF         | La géographie électorale du parti de centre droit correspond nettement à la carte électorale de la droite depuis le début du siècle et que caractérisent trois zones principales de forces : la France de l'Ouest, la France de l'Est, le Massif central, avec des pointes vers les Alpes (Ain, Savoie, Hautes-Alpes) et la Méditerranée (Hérault). |
|       | RPR         | La carte diffère sensiblement de celle de l'UDF. Plusieurs zones de forces correspondent à des régions où jadis la droite avait renoncé à la lutte électorale ou bien était présente pour l'honneur sans espoir de l'emporter. Il en est ainsi de plusieurs départements du centre-ouest (Creuse, Charente, Tarn, Tarn-et-Garonne), de terres radicales-socialistes (Saône-et-Loire, Haute-Marne, Yonne, Seine-et-Marne, Oise, Loiret, Savoie) voire socialistes (Ardennes). En certains cas, le RPR obtient de moins bons résultats que l'UDR en 1973 pour des raisons qui tiennent essentiellement aux personnes : perte d'influence de Maurice Herzog en Haute-Savoie, départ d'Olivier Stirn au profit de l'UDF (Calvados). |
|       | Écologie 78 | Les candidats d'Écologie 1978 réalisent leurs meilleurs scores en région parisienne, dans certaines villes de provinces comme Strasbourg, Nice ou Lyon et à proximité des centrales nucléaires, notamment dans la Manche (La Hague, Flamanville), en Rhône-Alpes (Creys-Malville) et dans le Haut-Rhin (Fessenheim). Le meilleur score d'une liste écologiste (12.6%) est obtenu dans la quatrième circonscription de la Manche. |

### Analyse par région
| Région                     | Départements           | Éléments d'analyse |
| -------------------------- | ---------------------- | --- |
| Alsace                     | 67 • 68                | |
| Aquitaine                  |                        | |
| Auvergne                   |                        | |
| Basse-Normandie            |                        | |
| Bourgogne                  |                        | |
| Bretagne                   | 22 • 29 • 35 • 56      | La Bretagne reste une terre de mission pour la gauche même si elle progresse en voix par rapport à 1973. En sièges, elle reste stable partout, sauf dans le Finistère où la socialiste Marie Jacq remporte la circonscription de Morlaix face au député sortant Jean-Claude Rohel (PR). La droite conserve cependant la majorité des sièges dans les quatre départements bretons : en Ille-et-Vilaine, elle remporte même les six circonscriptions à pourvoir. |
| Centre                     |                        | |
| Champagne-Ardenne          |                        | |
| Corse                      |                        | |
| Franche-Comté              |                        | |
| Guadeloupe                 |                        | |
| Guyane                     |                        | |
| Haute-Normandie            |                        | |
| Île-de-France              |                        | |
| La Réunion                 |                        | |
| Languedoc-Roussillon       | 11 • 30 • 34 • 48 • 66 | |
| Limousin                   |                        | |
| Lorraine                   |                        | |
| Martinique                 |                        | |
| Midi-Pyrénées              |                        | |
| Nord-Pas-de-Calais         | 59 • 62                | |
| Pays de la Loire           |                        | |
| Picardie                   |                        | |
| Poitou-Charentes           |                        | |
| Provence-Alpes-Côte d'Azur |                        | |
| Rhône-Alpes                |                        | |

## Composition de l'Assemblée nationale
|       | RPR                        | 153 |
|       | UDF (PR)                   | 69  |
|       | UDF (CDS)                  | 35  |
|       | UDF (PSD)                  | 1   |
|       | Parti radical              | 9   |
|       | CNIP                       | 7   |
|       | Divers droite (Maj. prés.) | 16  |
|       | PS                         | 104 |
|       | MRG                        | 10  |
|       | Divers gauche              | 1   |
|       | PCF                        | 86  |
| Total | Total                      | 491 |

Bien que n'étant pas majoritaires, les partis de gauche progressent par rapport à 1973. La majorité sortante est suffisamment étoffée pour gouverner. Les résultats du second tour offrent un écart assez mince entre la gauche et la droite (700 000 voix), mais le système électoral amplifie la victoire de la droite. Ainsi, le bloc UDF-RPR dispose d'une majorité de 277 députés, alors que l'opposition PS-PCF ne compte que 199 élus. La gauche est ainsi largement dominée à l'Assemblée nationale. L'échec est patent.
En revanche, l'équilibre des forces au sein de la majorité ne profite guère aux giscardiens. Le pari du président de la République a échoué puisqu'il n'a pas réussi à faire de l'UDF le premier groupe parlementaire. Le gouvernement issu des élections devra composer avec un RPR frondeur.
| Groupes | Groupes                | 1973 | 1978 | Écart |
| ------- | ---------------------- | ---- | ---- | ----- |
|         | Gaullistes             | 183  | 154  | -29   |
|         | Centristes et libéraux | 119  | 123  | +4    |
|         | Socialistes            | 102  | 113  | +11   |
|         | Communistes            | 73   | 86   | +13   |
|         | Non-inscrits           | 13   | 15   | +2    |
| Total   | Total                  | 491  | 491  | =     |

## Conséquences
La majorité sortante est confortée, et Raymond Barre reconduit dans ses fonctions de Premier ministre. Comme aux lendemains des élections de mars 1977, Valéry Giscard d'Estaing opère un vaste remaniement ministériel (30 avril 1978). C'est le gouvernement Barre III qui gouvernera jusqu'à l'élection présidentielle de 1981.
Ce nouveau gouvernement Barre déçoit le RPR qui espérait traduire sa prédominance au sein de la majorité par un rééquilibrage de l'équipe gouvernementale en sa faveur. Dans les mois qui suivent, les tensions vont grandir entre RPR et UDF notamment autour de la question européenne.
L'échec de la gauche aux élections législatives met un terme à l'aventure du Programme commun. Désormais, Parti socialiste et Parti communiste français poursuivent des trajectoires distinctes. Le PCF s'isole davantage en rompant avec l'eurocommunisme, en réaffirmant l'exemplarité de l'Union soviétique (soutien à l'intervention russe en Afghanistan en 1979, condamnation du boycott des JO de Moscou en 1980).
Le Parti socialiste devient la première formation de gauche en France devant le PCF pour la première fois depuis 1945. Cependant, l'échec de la gauche aboutit à une remise en cause de la stratégie d'union de la gauche promue par François Mitterrand depuis le congrès d'Epinay (1971). Une opposition se développe au sein du Parti socialiste autour de Michel Rocard qui incarne le mieux cette deuxième gauche. Les tensions culminent au congrès de Metz (1979). D'autre part, la rupture de l'union de la gauche conduit le PS à renoncer au programme commun et adopte « Le projet socialiste pour la France des années 1980. »
Cette élection marque la fin d'une période de l'histoire de la Ve République, celle dans laquelle la majorité sortante est systématiquement reconduite. À partir de 1981, les majorités sortantes seront quasi-systématiquement sanctionnées, la pratique de l'alternance l'emportant. Pourtant, les élections de 1978 sont déjà annonciatrices de la période suivante dans la mesure où le pouvoir en place a été sanctionné et a failli perdre sa majorité parlementaire. Ces élections symbolisent ainsi le passage d'un vote de reconduction à un vote sanction.